# ガイ・ミッチェル
ガイ "ザ・ストンパー" ミッチェル（Guy "The Stomper" Mitchell、本名：John Steele Hill、1941年7月8日 - 2010年3月11日）は、カナダ・オンタリオ州ハミルトン出身のプロレスラー。
WWFにおけるバリアント・ブラザーズの一員、"ジェントルマン" ジェリー・バリアント（"Gentleman" Jerry Valiant）としての活動でも知られる。

## 来歴
トロント地区のプロモーターだったフランク・タニーにスカウトされ、1959年にガイ・ヒル（Guy Hill）のリングネームでデビュー。AWAなどで活動後、1961年にアメリカ合衆国南部のジョージア地区でガイ・ミッチェル（Guy Mitchell）に改名、同年3月29日にスカル・マーフィーからNWA南部ヘビー級王座を奪取した。
その後、インディアナポリスのWWAでヒールの覆面レスラーに変身し、ジョー・トマッソとジ・アサシンズ（The Assassins）を結成。若手時代のボビー・ヒーナンをマネージャーに従え、1965年から1966年にかけてディック・ザ・ブルーザー&ウイルバー・スナイダーなどの強豪チームとWWA世界タッグ王座を争った。WWAではヒーナンの兄弟ギミックのガイ・ヒーナン（Guy Heenan）を名乗ったこともある。
1966年にはザ・デストロイヤー（The Destroyer）の名義でオーストラリア（ジム・バーネットが主宰していたワールド・チャンピオンシップ・レスリング）にも遠征しており、9月3日にベアキャット・ライトから豪州版のIWA世界ヘビー級王座を奪取。同年にオーストラリアに招聘されたWWWF世界ヘビー級王者のブルーノ・サンマルチノとも防衛戦を行った。
1970年代に入るとデトロイト地区で素顔に戻り、ザ・ストンパー（The Stomper）のリングネームでベビーフェイスとして活動。ザ・シークやキラー・ブルックス、アル・コステロ&ドン・ケントのファビュラス・カンガルーズなどと抗争を繰り広げ、人気スターのボボ・ブラジルやベン・ジャスティスのパートナーとなって同地区認定のNWA世界タッグ王座も再三獲得した。
1971年12月末にはザ・ストンパー名義で日本プロレスに初来日。年明けの1972年1月5日、愛知県体育館においてジ・アサシン2号と組み、坂口征二&吉村道明が保持していたアジアタッグ王座に挑戦した。1973年1月の新春シリーズにも、レッド・デビル（The Red Devil）なるマスクマンとして再来日、シリーズ最終戦の1月30日に大阪府立体育館にて、ザ・スポイラーとの大型覆面コンビで坂口&大木金太郎のインターナショナル・タッグ王座に挑戦した。
1973年からはカナダのバンクーバー地区を主戦場に、再びヒールターンして覆面レスラーのミスターX（Mr. X）に変身。1974年4月1日、フラッシュ・ゴードンことジョージ・ゴーディエンコからNWA太平洋岸ヘビー級王座を奪取した。戴冠中の同年7月15日にはジャック・ブリスコのNWA世界ヘビー級王座にも挑戦している。以降もジン・キニスキーやマイク・シャープ・ジュニアを破り、1977年まで太平洋岸ヘビー級王座を通算4回獲得した。この間の1975年10月、新日本プロレスにミスターXとして来日。アントニオ猪木ともシングルマッチで2度対戦した。
また、素顔のガイ・ミッチェルまたは覆面レスラーの別名義マスクド・ストラングラー（The Masked Strangler）としても古巣のWWAに参戦しており、この時期はバンクーバーとインディアナポリスを股にかけて活動。WWAでは1976年5月1日、マスクド・ストラングラーとしてペッパー・ゴメスからWWA世界ヘビー級王座を奪取。以降、スナイダー、ブラジル、ビル・ミラー、アート・トーマス、オックス・ベーカーなどを挑戦者に、1977年3月5日にブルーザーに敗れるまで長期政権を築いた。
1978年末、肝炎を患っていたジミー・バリアントに代わるジョニー・バリアントの新パートナーとして、ジェリー・バリアント（Jerry Valiant）を名乗りWWFに登場。1979年3月6日、トニー・ガレア&ラリー・ズビスコを破りWWFタッグ王座を獲得、同年10月22日にイワン・プトスキー&ティト・サンタナに敗れるまで保持した。戴冠中の5月22日にはボブ・バックランドのWWFヘビー級王座に挑戦、8月27日にはニューヨークのマディソン・スクエア・ガーデンにてアンドレ・ザ・ジャイアントとのシングルマッチも組まれた。
WWF離脱後もバリアント・ブラザーズのギミックを使い続け、1980年2月にはラリー・バリアント（Larry Valiant）の名前でジョニーと共に全日本プロレスに来日、2月26日に人吉にてグレート小鹿&大熊元司の極道コンビが保持していたアジアタッグ王座に挑戦した。全日本プロレスには1981年1月にもガイ・ミッチェル名義で再来日しており、アブドーラ・ザ・ブッチャーやマーク・ルーインともタッグを組んだ。
その後はWWAでの盟友でもあったロジャー・カービーをパートナーに、メンフィスのCWAやカンザスシティのCSWで活動。1983年にWWAに戻り、1984年からは1986年にかけてはベテランのジョバーとしてWWFのハウス・ショーやTVテーピング番組に単発出場した（1984年7月10日にはWWF世界ヘビー級王者ハルク・ホーガンのジョバーを務めている）。引退後はインディアナポリス近郊に居住して造園業を営んでいた。
2010年3月11日、インディアナ州フランクリンにて癌のため死去。68歳没。晩年はサンタクロースに扮してボランティア活動にも取り組んでいた。

## 得意技
- パイルドライバー
- スリーパー・ホールド
- エルボー・ドロップ

## 獲得タイトル
ジョージア・チャンピオンシップ・レスリング
- NWA南部ヘビー級王座（ジョージア版）：1回[4]
- NWA南部タッグ王座（ジョージア版）：1回（w / ボブ・ラムゼン）[25]

NWAデトロイト
- NWA世界タッグ王座（デトロイト版）：3回（w / ベン・ジャスティス×2、ボボ・ブラジル）[8]

NWAオールスター・レスリング
- NWA太平洋岸ヘビー級王座：4回[11]
- NWAカナディアン・タッグ王座（バンクーバー版）：6回（w / バック・ラムステッド、ジン・キニスキー、ザ・ブルート、オルマンド・マルンバ、リッキー・ハンター、エリック・フローリッチ）[26]

ワールド・チャンピオンシップ・レスリング
- IWA世界ヘビー級王座（オーストラリア版）：1回[6]

ワールド・レスリング・アソシエーション
- WWA世界ヘビー級王座（インディアナポリス版）：1回[14]
- WWA世界タッグ王座（インディアナポリス版）：5回（w / ジョー・トマッソ×3、ロジャー・カービー、アブドーラ・ザ・グレート） [5]

ワールド・レスリング・フェデレーション
- WWFタッグ王座：1回（w / ジョニー・バリアント）[18]